# Anne Murray Dike
Anne Murray Dike, née le 8 juin 1878 à Édimbourg et morte le 8 février 1929 à Paris, est une Américaine fortement engagée dans l'action humanitaire en France durant et après la Première Guerre mondiale.

## Biographie

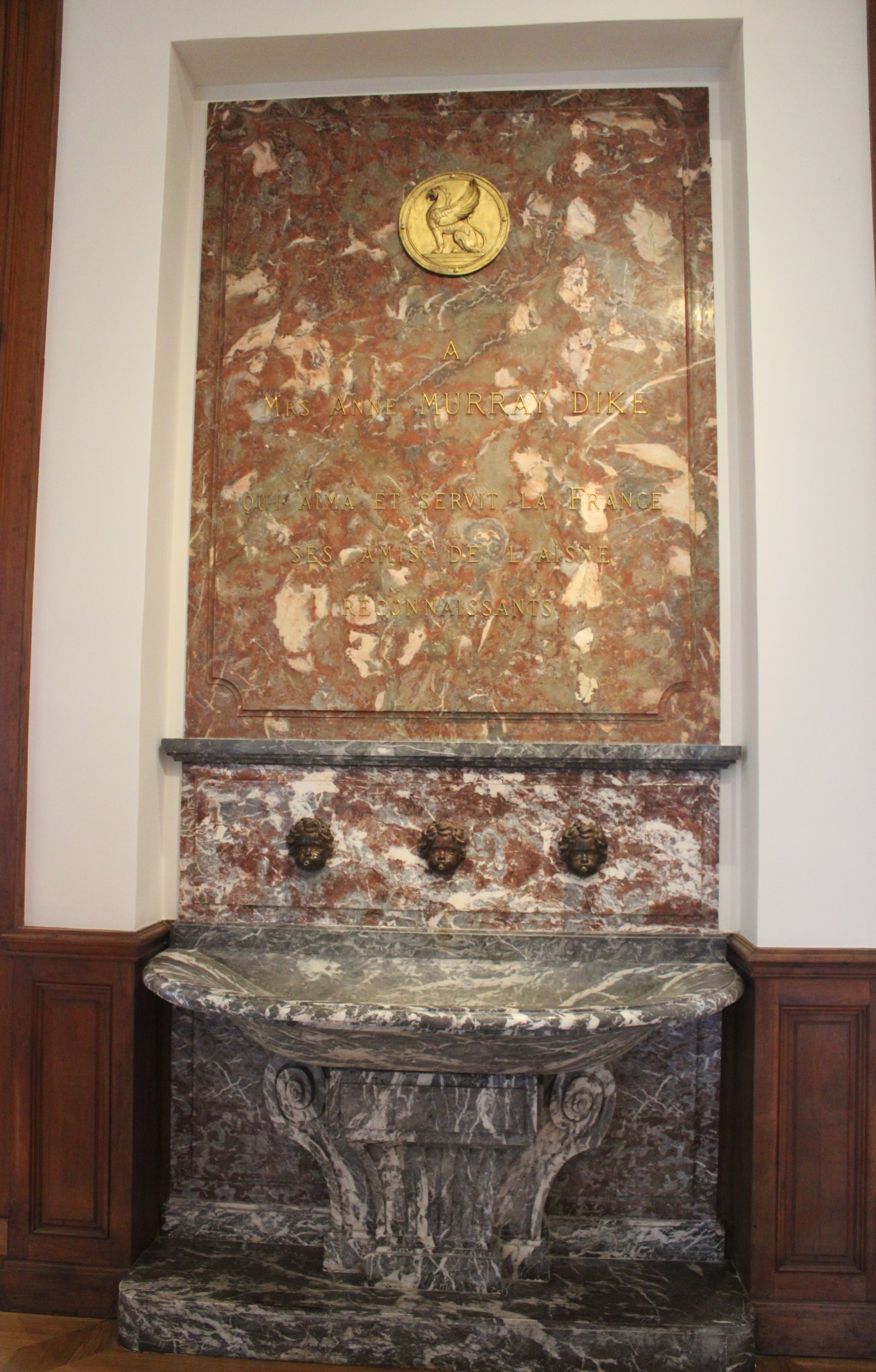
Plaque en hommage à Anne Murray au Musée national de la coopération franco-américaine de Blérancourt.
« À Mrs Anne Murray Dike qui aima et servit la France ».

Anne Murray Galbraith est la fille de John Murray Galbraith et Veitch Murray.
Elle est directrice exécutive du Comité américain pour les régions dévastées, qui est l'une des principales œuvres américaines d'aide à la France et aux Français en 1914-1918. Elle coordonne une série d'actions très novatrices : ambulances conduites par des femmes, dispensaires, scoutisme, action pour la jeunesse, etc.
Son action a permis le rétablissement du réseau culturel de Blérancourt et sa région. Avec Anne Morgan, elle a beaucoup œuvré pour le renouveau des bibliothèques en France, qui leur a donné la forme qu'elles ont aujourd'hui, dont l'usage de la norme Dewey. En 1924, elle est décorée de la Légion d'honneur par les autorités françaises.
Elle a épousé Francis Dike. Elle est morte à son domicile parisien de la rue de Courcelles le 8 février 1929 à l'âge de 50 ans.